# Wolfgang Weller (Physiker)
Wolfgang Weller (* 17. Februar 1932 in Leipzig; † 5. Oktober 2006 ebenda) war ein deutscher Physiker und lieferte wichtige Beiträge zur Vielteilchenphysik und auf dem Gebiet der Quantenflüssigkeiten.

## Leben und Wirken
Weller wurde 1932 in Leipzig geboren und besuchte dort Grundschule und Gymnasium.
1950 legte er das Abitur dort mit Auszeichnung ab.
Anschließend studierte er an den Universitäten Leipzig und Dresden Physik.
Im Jahre 1955 schrieb er seine Diplomarbeit in der Experimentalphysik.
Dann wandte er sich der Theoretischen Physik zu und promovierte 1959 in Theoretischer Festkörperphysik über die Theorie des Exzitons.
1962 habilitierte Weller über die makroskopischen Quantenbedingungen in der Vielteilchenphysik. Anschließend folgte eine Dozentur und danach ein Forschungsaufenthalt am Kernforschungsinstitut in Dubna. 1969 wurde er zum ordentlichen Professor an der Universität Leipzig berufen.
Weller arbeitete auf dem Gebiet der Physik der Kondensierten Materie an verschiedenen Problemen:
In den 1960er Jahren interessierte er sich vor allem für Quantenflüssigkeiten und Supraleitung. Er leistete u. a. Beiträge zur Ableitung der Ginzburg-Landau-Gleichung für supraleitende Legierungen.
In den 1970er Jahren wandte er sich dann Metall-Isolator-Übergängen zu und bestätigte theoretisch das Auftreten der Lifschitz-Instabilität im Hubbard-Modell, was die experimentell beobachteten diskontinuierlichen Mott-Übergänge erklärte.
Er beschäftigte sich u. a. mit dem Quanten-Hall-Effekt.
In den 1980er Jahren wandte sich Weller der Theorie delokalisierter Elektronenzustände in ungeordneten Festkörpern zu.
Weller verfasste etliche Lehrbücher mit.
1992 wurde er nach der Wende erneut als Professor in Leipzig berufen.
Von 1993 bis 1996 fungierte er als Direktor des Instituts für Theoretische Physik.
Nach seiner Pensionierung im Jahre 1997 organisierte er weiterhin Workshops für die Deutsche Forschungsgemeinschaft (DFG) und verbrachte noch einen Forschungsaufenthalt in Kanada.
2006 verstarb er nach langer Krankheit in seiner Heimatstadt.

## Quelle
- Physik Journal, Ausgabe 04/2007, Wiley-VCH Verlag, Weinheim
- Nachruf auf der Homepage der Deutschen Physikalischen Gesellschaft